# Latran

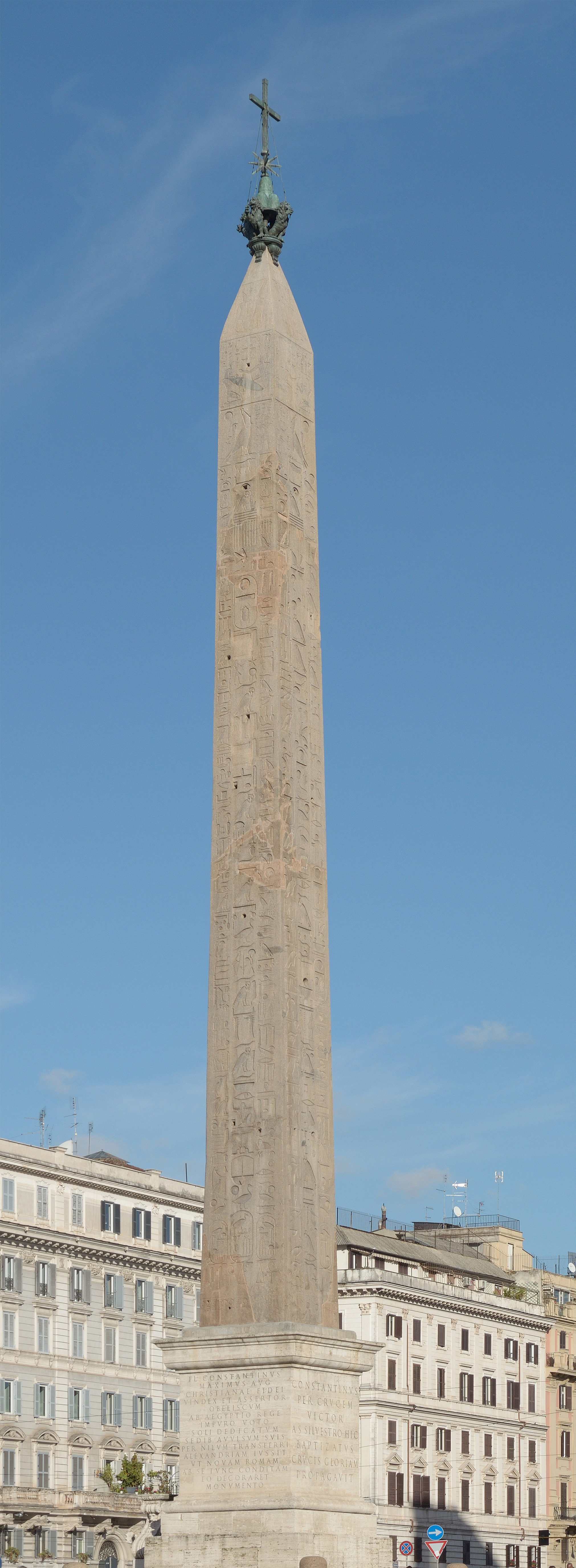
Obélisque du Latran sur la place Saint-Jean-de-Latran. Il date du

Le Latran est un site de Rome, dont certains bâtiments (comme l'archibasilique Saint-Jean et le palais contigu) appartiennent en extraterritorialité à l'État de la Cité du Vatican

## Le lieu
Il tire son nom des Laterani, famille patricienne qui y avait son palais, confisqué par Néron en 67 puis rendu. Il échoit ensuite à l'Église catholique romaine lors de la donation de Constantin (ou plus tard, ayant été démontré que ce document est une forgerie), qui y bâtit :
- la basilique Saint-Jean-de-Latran, cathédrale de Rome et église mère et tête de toutes les églises de la ville et du monde (omnium Urbis et Orbis ecclesiarum mater et caput).
- le palais du Latran, résidence pontificale de 313 à 1304.
- le baptistère du Latran, le premier baptistère au monde.
- l'obélisque du Latran, le plus grand de tous les obélisques égyptiens connus. Érigé sur la place Saint-Jean-de-Latran en 1588.
- la Scala Santa (l'escalier saint) de la basilique San Salvatore della Scala Santa.
- l'Université pontificale du Latran est la plus italienne (ou moins internationale), la plus laïque et la plus féminine des institutions éducatives de l'Église catholique romaine.

## Les conciles et synodes
Au cours de l'histoire de l'Église, la basilique et le palais accueillent cinq conciles œcuméniques et plusieurs conciles régionaux :
- 487 : Ce concile discuta de la réintégration des lapsi qui avaient failli pendant les persécutions[1]
- 649 : synode du Latran qui condamne les thèses du monothélisme soutenues par les empereurs Héraclius Ier et Constant II, en approuvant le point de vue de Maxime le Confesseur
- 769 : concile régional de Latran qui retire l'élection du pape aux laïcs, annule les actes de l'antipape Constantin II et condamne l’iconoclasme
- 1059 : Synode du Latran convoqué par le pape Nicolas II. Il fait réserver aux seuls cardinaux le droit d’élire les papes. Leur choix sera ratifié par acclamation du clergé et du peuple romain (décret d’avril 1059). Aucun prêtre ne pourra recevoir une église des mains d’un laïc. La simonie et le nicolaïsme sont condamnés.
- 1112 : Concile du Latran, ouvert le 18 mars par le pape Pascal II.
- 1116 : Concile du Latran au cours duquel le pape annula l'investiture des biens ecclésiastiques par l'empereur
- 1123 : Ier concile du Latran
- 1139 : IIe concile du Latran
- 1179 : IIIe concile du Latran
- 1215 : IVe concile du Latran
- 1512-1517 : Ve concile du Latran

## Autres évènements
Le 11 février 1929, le palais du Latran fut également le lieu de la signature des accords du Latran, conclus entre le Saint-Siège et l'État italien, représentés respectivement par le cardinal Pietro Gasparri et Benito Mussolini, qui consacra la fondation de l'État de la Cité du Vatican.